# Christoph Wagner (Kunsthistoriker)
Christoph Wagner (* 15. Juni 1964 in Ottweiler) ist ein deutscher Kunsthistoriker mit Schwerpunkten Bildwissenschaft, Moderne Kunst und Malerei der italienischen Renaissance. Er ist Professor für Kunstgeschichte der Frühen Neuzeit und der Moderne an der Universität Regensburg.

## Werdegang
Wagner studierte im Anschluss an das Abitur am Gymnasium Ottweiler von 1983 bis 1988 Kunstgeschichte, Musikwissenschaft und Vergleichende Literaturwissenschaft an der Universität des Saarlandes, der Ludwig-Maximilians-Universität München und der Universität Wien. Er war Stipendiat der Studienstiftung des Deutschen Volkes.
Nach einer Hospitation bei der Bayerischen Staatsgemäldesammlung war er anschließend als wissenschaftlicher Mitarbeiter am Max Beckmann Archiv tätig. Von 1989 bis 1993 setzte er sein Studium im Rahmen des Promotionsstudiums an der Universität des Saarlandes fort. Im Juni 1993 wurde er mit einer Studie über Farbe und Metapher. Die Entstehung einer neuzeitlichen Bildmetaphorik in der vorrömischen Malerei Raphaels promoviert. 1994 wurde seine Dissertation mit dem Dr.-Eduard-Martin-Preis ausgezeichnet.
1995/96 beteiligte sich Wagner als Postdoktorand am Graduiertenkolleg Die Renaissance in Italien und ihre europäische Rezeption an der Universität Bonn und war als Lehrbeauftragter an der Johann Wolfgang Goethe-Universität Frankfurt am Main tätig. 1996 wurde Wagner von der Akademie der Wissenschaften und der Literatur in Mainz im Rahmen der Akademievorträge junger Wissenschaftler. Colloquia Academica ausgezeichnet. Ab 1992 war er wissenschaftlicher Mitarbeiter am Institut für Kunstgeschichte, von 1999 bis 2004 wissenschaftlicher Assistent am Lehrstuhl von Christa Lichtenstern an der Universität des Saarlandes. Am 19. Januar 2004 wurde er an der Universität des Saarlandes im Fach Kunstgeschichte habilitiert mit einer Arbeit über Utopie und historischer Kontext. Beiträge zu Johannes Itten am Bauhaus in Weimar und seinen Beziehungen zu Walter Gropius und Paul Klee.
2004 wurde er zum Hochschuldozenten und im Juli 2006 zum außerplanmäßigen Professor an der Universität Saarbrücken ernannt. 2006 vertrat er den Lehrstuhl für Kunstgeschichte von Oskar Bätschmann an der Universität Bern. Wagner erhielt Rufe auf Professuren für Kunstgeschichte, u. a. an die Universität Leipzig (2006), an die Johannes Gutenberg-Universität Mainz (2007), an die Universität Regensburg (2007) und an die Ernst-Moritz-Arndt-Universität Greifswald (2008).
Seit Oktober 2007 ist er Inhaber des Lehrstuhls für Kunstgeschichte an der Universität Regensburg und Direktor des Instituts für Kunstgeschichte. 2008 war er als Directeur d’études an der École pratique des Hautes Études in Paris, 2010 als Gastprofessor an der Graduate School, Institute of Advanced Study in the Humanities and the Social Sciences in Bern und 2012 in Mexiko am Instituto de Investigaciones Estéticas, UNAM tätig. Seit 2008 ist er an der Universität Regensburg Sprecher des von ihm mitbegründeten transdisziplinären  Themenverbundes Sehen und Verstehen mit 40 beteiligten Professuren. 2008 bis 2016 beteiligte er sich am Elitenetzwerk Bayern. 2009 begründete er das internationale Promotionskolleg „AISTHESIS“, in Kooperation mit Kollegen der Universitäten Bern, Wien sowie der Staatlichen Akademie der Bildenden Künste in Stuttgart. Wagner ist seit 2009 gewähltes Mitglied der Academia Europaea. 2011 bis 2013 war er Dekan der Fakultät für Philosophie, Kunst-, Geschichts- und Gesellschaftswissenschaften. Von Oktober 2013 bis September 2017 war Wagner als Vizepräsident der Universität Regensburg tätig.

## Forschungsschwerpunkte
Wagners Forschungsschwerpunkte bilden neben der Geschichte des Bauhauses und der Kunst nach 1945, Historiografie und Kunsttheorie der Moderne, die italienische Malerei des 15. und 16. Jahrhunderts sowie Fragen der Methodologie der Kunstgeschichte. Zudem zählt die Beziehung zwischen Film und Kunstgeschichte ebenso zu seinen Schwerpunkten wie die Wahrnehmungsgeschichte oder Fragen der empirischen Ästhetik.

## Schriften (Auswahl)
- Farbe und Metapher: Die Entstehung einer neuzeitlichen Bildmetaphorik in der vorrömischen Malerei Raphaels. Berlin 1999, ISBN 3-7861-1761-6 (Buchfassung der Dissertation).
- Der beschleunigte Blick: Hann Trier und das prozessuale Bild. Berlin 1999, ISBN 3-7861-2331-4.
- Johannes Itten: Alles in Einem – Alles im Sein, hrsg. v. E. W. Uthemann. Ostfildern-Ruit 2000, ISBN 3-7757-1218-6.
- Johannes Itten: Werkverzeichnis, Band I. Gemälde, Aquarelle, Zeichnungen. 1907–1938. München 2018, ISBN 978-3-7774-3167-3.
- Johannes Itten (Junge Kunst; Bd. 28). München 2019, ISBN 978-3-943616-50-7.
- Als Herausgeber und Autor: Das Bauhaus und die Esoterik: Johannes Itten, Paul Klee, Wassily Kandinsky. Bielefeld 2005, ISBN 3-938025-39-5.
- Als Herausgeber und Autor: Esoterik am Bauhaus: Eine Revision der Moderne? Regensburg 2009 (Regensburger Studien zur Kunstgeschichte; Bd. 1), ISBN 978-3-7954-2093-2.
- Mit Ulrich Nortmann als Herausgeber: In Bildern denken? Kognitive Potentiale von Visualisierung in Kunst und Wissenschaft: Internationales wissenschaftliches Symposium, Alfried-Krupp-Wissenschaftskolleg in Greifswald. München 2010 (evidentia; Bd. 1), ISBN 978-3-7705-4896-5.
- Mit Jakob Steinbrenner und Oliver Jehle als Herausgeber: FARBEN in Kunst- und Geisteswissenschaften (Regensburger Studien zur Kunstgeschichte; Bd. 9). Regensburg 2011, ISBN 978-3-7954-2243-1.
- Mit Udo Hebel als Herausgeber: Pictorial Cultures and Political Iconographies: Approaches, Perspectives, Case Studies from Europe and America. Berlin 2011, ISBN 978-3-11-023785-6.
- Mit Ralph Melcher als Herausgeber: Die Brücke und der Exotismus: Bilder des Anderen. Berlin 2011, ISBN 978-3-7861-2578-5.
- Mit Christoph Dohmen als Herausgeber: Religion als Bild – Bild als Religion (Regensburger Studien zur Kunstgeschichte; Bd. 15). Regensburg 2012, ISBN 978-3-7954-2546-3.
- Mit Oliver Jehle als Herausgeber: Albrecht Altdorfer. Kunst als zweite Natur (Regensburger Studien zur Kunstgeschichte; Bd. 17). Regensburg 2012, ISBN 978-3-7954-2619-4.
- Als Herausgeber und Autor: Die Befreiungshalle Kelheim. Geschichte, Mythos, Gegenwart (Regensburger Studien zur Kunstgeschichte; Bd. 18). Regensburg 2012, ISBN 978-3-7954-2617-0.
- Mit Matthias Frehner, Monika Schäfer und Gereon Sievernich als Herausgeber: Itten – Klee. Kosmos Farbe. Regensburg 2012, ISBN 978-3-7954-2646-0.
- Mit Mark W. Greenlee, Rainer Hammwöhner, Bernd Körber, Christian Wolff als Herausgeber: Bilder Sehen. Perspektiven der Bildwissenschaft (Regensburger Studien zur Kunstgeschichte; Bd. 10). Regensburg 2013, ISBN 978-3-7954-2242-4.
- Mit Mark W. Greenlee und Christian Wolff als Herausgeber: »Aisthesis«. Wahrnehmungsprozesse und Visualisierungsformen in Kunst und Technik (Regensburger Studien zur Kunstgeschichte; Bd. 12). Regensburg 2013, ISBN 978-3-7954-2241-7.
- Als Herausgeber und Autor: Georg Jakob Best: Klee-Schüler, »Entarteter Künstler«, Maler des Informel (Regensburger Studien zur Kunstgeschichte; Bd. 24). Regensburg 2015, ISBN 978-3-7954-3001-6.
- Mit Gerhard Leistner als Herausgeber: Vision Farbe. Adolf Hölzel und die Moderne (evidentia; Bd. 3). Paderborn 2015, ISBN 978-3-7705-5258-0.
- Mit Felix Billeter als Herausgeber: Neue Wege zu Hans Purrmann. Berlin 2016, ISBN 978-3-7861-2776-5.
- Mit Monika Melters als Herausgeber: Die Quadratur des Raumes. Bildmedien der Architektur in Neuzeit und Moderne (= Zoom. Perspektiven der Moderne. Bd. 3). Gebr. Mann, Berlin 2017, ISBN 978-3-7861-2719-2.
- Mit Dominic E. Delarue als Herausgeber: Michael Ostendorfer und die Reformation in Regensburg (Regensburger Studien zur Kunstgeschichte; Bd. 27). Regensburg 2017, ISBN 978-3-7954-3224-9.
- Mit Christiane Heuwinkel als Herausgeber: Hermann Stenner (Junge Kunst; Bd. 32). München 2019, ISBN 978-3-943616-68-2.

Als Herausgeber einer eigenen Wissenschaftsreihe:
- Regensburger Studien zur Kunstgeschichte. Schnell & Steiner Verlag, Regensburg 2008 bis heute.
- evidentia. Fink Verlag, München/Paderborn 2010 bis heute.
- Zoom. Perspektiven der Moderne. Gebr. Mann Verlag, Berlin seit 2014 bis heute.

Als Herausgeber wissenschaftlicher Zeitschriften:
- Mit Nils Büttner, Hubertus Kohle, Hubert Locher und Tanja Michalsky als Herausgeber, seit 2008: Kunstgeschichte. Open Peer Reviewed Journal.
- Mit Nils Büttner als Herausgeber von 2/2013–4/2019, mit Birgit Ulrike Münch seit 1/2020: Journal für Kunstgeschichte / Journal of Art History: Die internationale Rezensionszeitschrift / The International Periodical of Reviews.